# المسيحية في مدغشقر

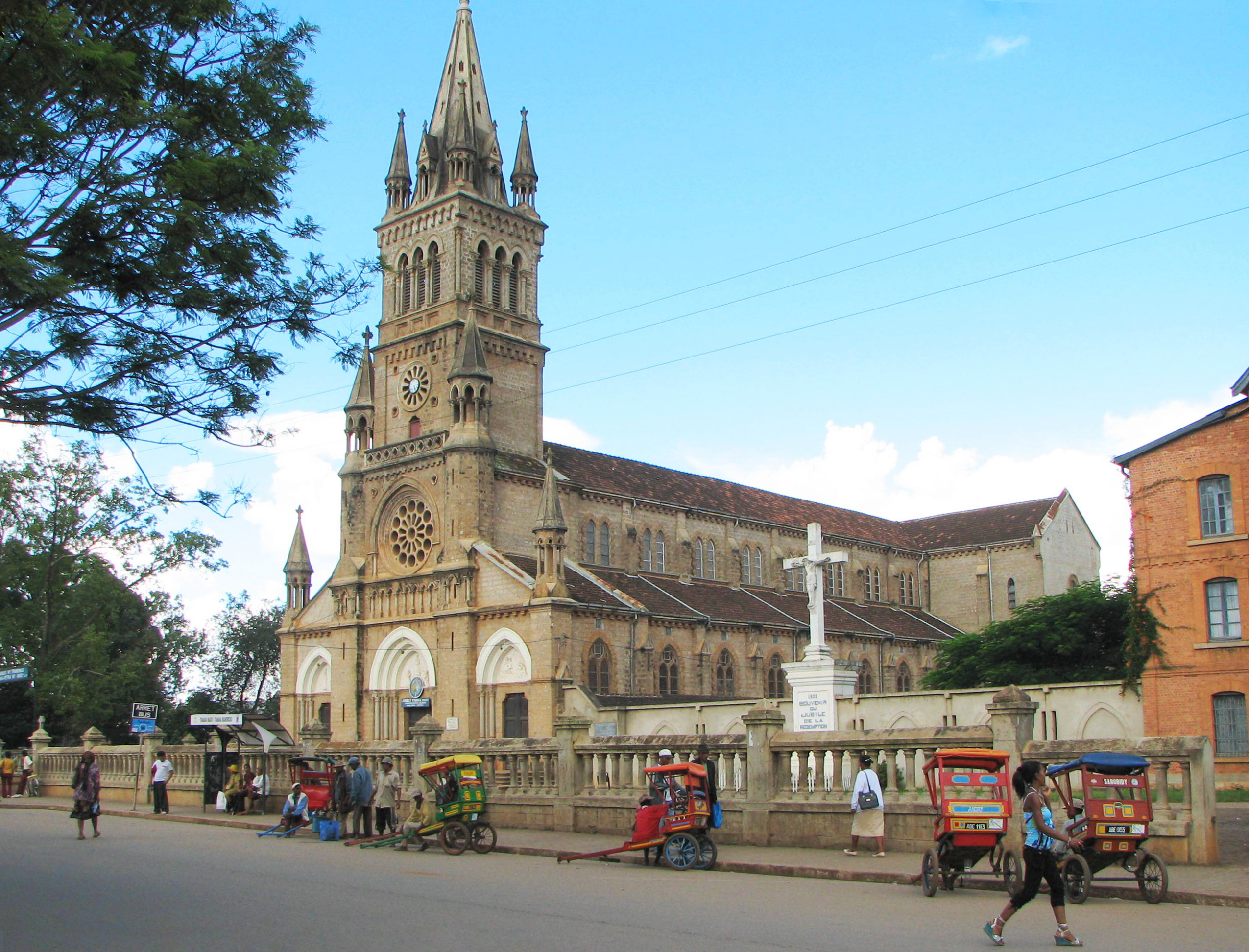
كاتدرائية أنتاناناريفو الكاثوليكيَّة.

تُشكل المسيحية في مدغشقر إحدى الديانات الأكثر إنتشاراً بين السكان، وتُشير التقديرات إلى نسب وأعداد مختلفة للمسيحيين؛ حيث وفقاً لوزارة الخارجية الامريكة عام 2011 ما يقرب من 41% من مجمل سكّان مدغشقر هم من أتباع الديانة المسيحية وحوالي 52% من أتباع الديانات الأفريقية التقليدية، وتفوق نسبة البروتستانت قليلاً نسبة أتباع الكنيسة الكاثوليكية. في حين وفقاً لدراسة نشرت من قبل مركز بيو للأبحاث عام 2010 وجدت أنَّ 85.3% من سكان البلاد من المسيحيين، حوالي 45.8% من السكان من أتباع الكنائس البروتستانتية، وحوالي 38.1% من أتباع الكنيسة الرومانية الكاثوليكية ويتبع 1.1% من السكان الطوائف المسيحية الأخرى. وبحسب دراسة مركز بيو للأبحاث حوالي 4.5% من السكان يمارسون الديانات الأفريقية التقليدية. يَدمج العديد من المسيحيين معتقداتهم الدينيّة مع تلك التقليدية خاصًة المتعلقة بتكريم الأسلاف. يتألف مجلس كنائس مدغشقر من أقدم وأبرز أربع طوائف مسيحية (الرومانية الكاثوليكية، والمشيخية، واللوثرية، والأنجليكانية) وهي قوة مؤثرّة في السياسة في مدغشقر.
وصلت البروتستانتية للبلاد من خلال جمعية لندن التبشيرية في عام 1818، وقاموا بالتبشير وتعليم القراءة والكتابة من خلال ترجمة الكتاب المقدس باللغة المحليَّة في المدارس العامة التي أقاموها في المرتفعات بناء على طلب الملك راداما الأول. ولكن تدريجيًا تعرضت المسيحية للقمع خلال حقبة رانافالونا الأولى. وأدًّى انتشار البروتستانتية بين الطبقات العليا من شعب مرينا بحلول منتصف القرن التاسع عشر، بما في ذلك تحول الملكة رانافالونا الثانية، إلى جانب التأثير السياسي المتنامي للمبشرين البريطانيين إلى تحول شعبي واسع النطاق إلى البروتستانتية في جميع أنحاء المرتفعات في أواخر القرن التاسع عشر. وأُدخلت الكاثوليكية للبلاد بشكل رئيسي من خلال الدبلوماسيين والمبشرين الفرنسيين في منتصف القرن التاسع عشر، لكنها اكتسبت تحولًا كبيرًا في ظل الإستعمار الفرنسي لمدغشقر ابتداءً من عام 1896. ويميل أتباع الطائفة الكاثوليكية أن يكونوا من أبناء الطبقات الشعبية والمناطق الساحلية، في حين يميل البروتستانت أن يكونوا من أبناء الطبقة الأرستقراطية ومن شعب المرينا، ويعمل أغلبيتهم في الخدمة المدنية والأعمال التجارية والمهن الحرة.

## تاريخ

### مملكة ميرينا

#### القرن السابع عشر

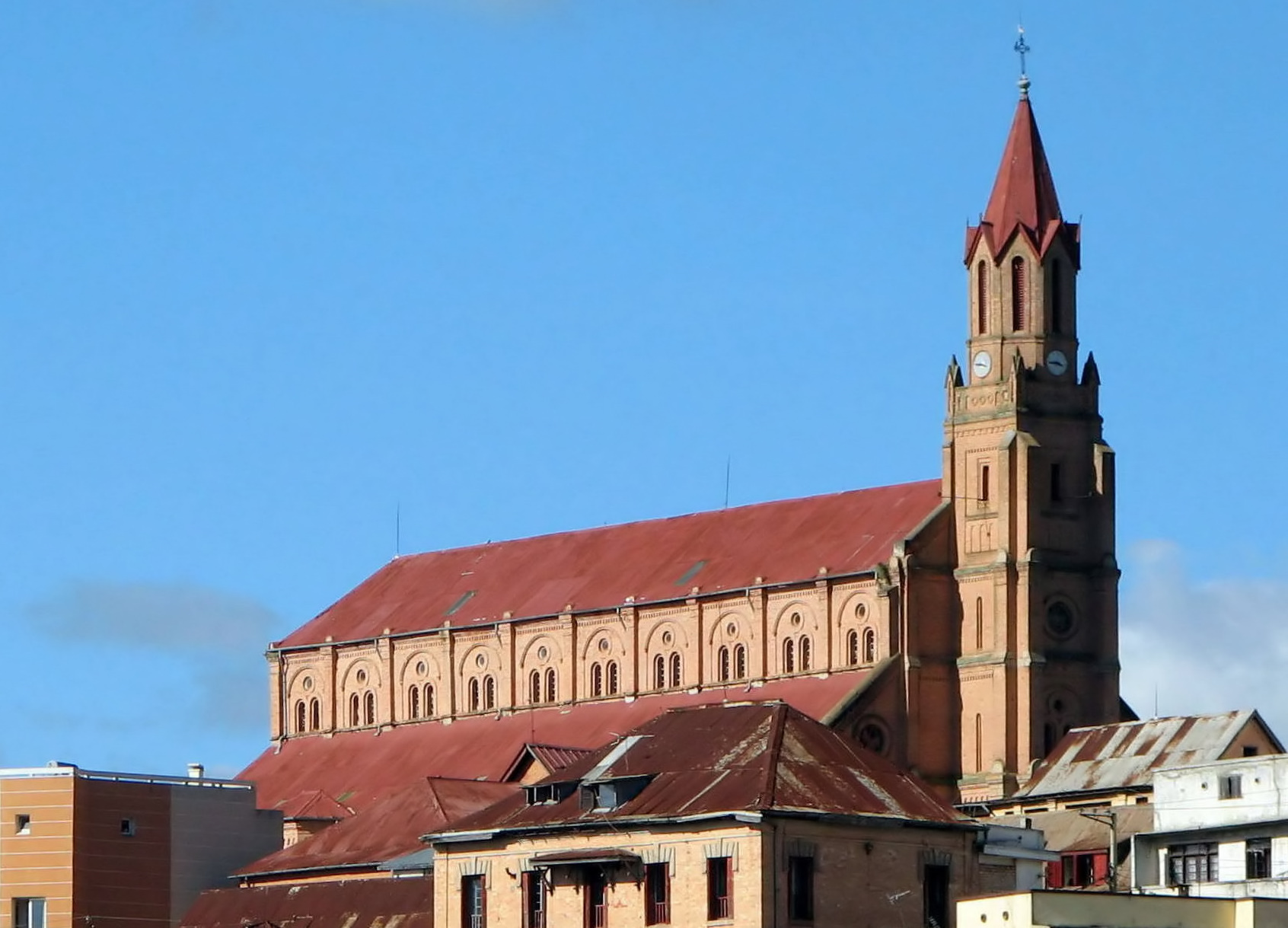
كنيسة كاثوليكيّة مقر أبرشية أنتاناناريفو في مدغشقر.

كانت مملكة ميرينا أو مملكة مدغشقر، أو رسميًا مملكة إيميرينا (1540 – 1897 تقريبًا)، إحدى ممالك أفريقيا قبل الاستعمار، وكانت تقع قبالة ساحل جنوب شرق افريقيا وهيمنت بحلول القرن التاسع عشر على معظم ما يُعرف الآن بمدغشقر. وقد انبثقت من إيميرينا، وهي منطقة المرتفعات الوسطى التي كانت تسكنها في الأصل مجموعة الميرنا الإثنية، المركزية وكانت عاصمتها الروحية أمبوهيماناغا، وتبعد عاصمتها السياسية أنتاناناريفو عنها 24 كيلومترًا (15 ميلًا) ناحية الغرب، وهي حاليًا مقر حكومة دولة مدغشقر المعاصرة. كان ملوك وملكات ميرينا الذين حكموا مدغشقر العظمى في القرن التاسع عشر منحدرين من نسل طويل من ملكية ميرينا المتوارثة البادئة بأندريامانيلو، وهو من يُعزى إليه عادة تأسيس إيميرينا في عام 1540. بدأ البرتغاليين والفرنسيين تنصير السكان المحليين لمدغشقر خلال القرن السابع عشر، وبشروا في الأجزاء الجنوبية الشرقية من البلاد. وكان الأمير أندرياندراماكا هو أول مدغشقري معروف يتلقى المعمودية.
تأسست أول مدرسة رسمية على الطراز الأوروبي في عام 1818 على الساحل الشرقي لمدغشقر في تواماسينا من قبل أعضاء جمعية لندن التبشيرية. ودخلت البروتستانتية من خلال مبشرّين ومبعوثين من جمعية لندن التبشيريّة في عام 1818 دعا الملك راداما الأول أصحاب الحرف من أوائل المسيحيين التبشيريين إلى العاصمة لنشر علمهم، وذلك بعد زيارته لمدرسة مدغشقر الرسمية الأولى، التي شّيدها أعضاء جمعية لندن التبشيرية في توماسينا عام 1818 على الساحل الشرقي لمدغشقر. وكان الملك راداما الأول أول حاكم لنصف جزيرة مدغشقر مهتمًا بتعزيز العلاقات مع القوى الأوروبية. ولهذا الغرض دعا الملك المبشرين من جمعية لندن التبشيرية لفتح مدرسة في عاصمته في أنتاناناريفو داخل مجمع قصر روفا لتعليم العائلة المالكة القراءة والكتابة والحساب والتعليم الأساسي. وتم تأسيس هذه المدرسة الأولى، المعروفة باسم «مدرسة القصر»، من قبل المبشِّر ديفيد جونز في 8 ديسمبر من عام 1820 داخل بيساكانا، وأصبح المبنى ذو أهمية تاريخية وثقافية كبيرة. وفي غضون أشهر، ونظرًا للزيادة السريعة في عدد المهتمين بالدراسة هناك، تم نقل الفصول الدراسية إلى مبنى أكبر، بني لهذا الغرض على أراضي روفا. وبدأ أعضاء جمعية لندن التبشيرية بناء ورش عمل في ديسمبر من عام 1820 بأنتناناريفو، لتعليم صناعة الطوب وحرفة النجارة الأوروبية، وبعض المهارات العملية الآخرى، كما أنشأوا شبكة مدارس عامة حيث كان يُدرّس علم الحساب واللغة الإنجليزية، بالإضافة إلى تعليم القراءة والكتابة باستخدام أجزاء من إنجيل اللغة الملغاشية. وكان أول كتاب طُبع باللغة الملغاشية وأصبح النص المثالي المستخدم لتعليم القراءة والكتابة.
واقتناعاً منه بأن التعليم الغربي أمر حيوي لتنمية القوة السياسية والاقتصادية في مدغشقر، أعلن راداما الأول في عام 1825 أن التعليم الابتدائي إلزامي بالنسبة إلى طبقة أندريانا من النبلاء في جميع أنحاء إيمرينا. وتم بناء المدارس في المدن الكبرى في جميع أنحاء المرتفعات الوسطى وعمل بها مدرسون من جمعية لندن التبشيرية ومنظمات تبشيرية مسيحية أخرى. بحلول نهاية حكم راداماما في عام 1829، كانت هناك 38 مدرسة توفر التعليم الأساسي لأكثر من 4,000 طالب بالإضافة إلى 300 طالب يدرسون في مدرسة القصر، ويقومون بتدريس رسائل مزدوجة من الولاء والطاعة لحكم راداما الأول وأساسيات اللاهوت المسيحي. كما زودت هذه المدارس راداما الأول بمجموعة جاهزة من المجندين المتعلمين لأنشطته العسكرية. ونتيجةً لذلك، أرسلت بعض عائلات أندريانا أطفالًا رقيقًا لتجنيب ذريتهم من مخاطر الحياة العسكرية، مما نتج عن أقلية متعلمة من الطبقات الدنيا في مجتمع ميرينا إلى مبادئ المسيحية. وتلقى 600 طالب إضافي التدريب المهني من خلال المبشر الإسكتلنديي جيمس كاميرون. ووبالرغم من نسبة الحضور العالية في المدارس، إلا أن أعضاء جمعية لندن التبشيرية لم ينجحوا في البداية في إقناع التلاميذ باعتناق المسيحية. رأى الملك راداما قرب نهاية عصره أن الذين اعتنقوا المسيحية غير محترِمين للسيادة الملكية؛ فمنع الملاغاشيين من أن يتنصروا أو أن يحضروا الشعائر المسسيحية.

#### حكم رانافالونا الأولى

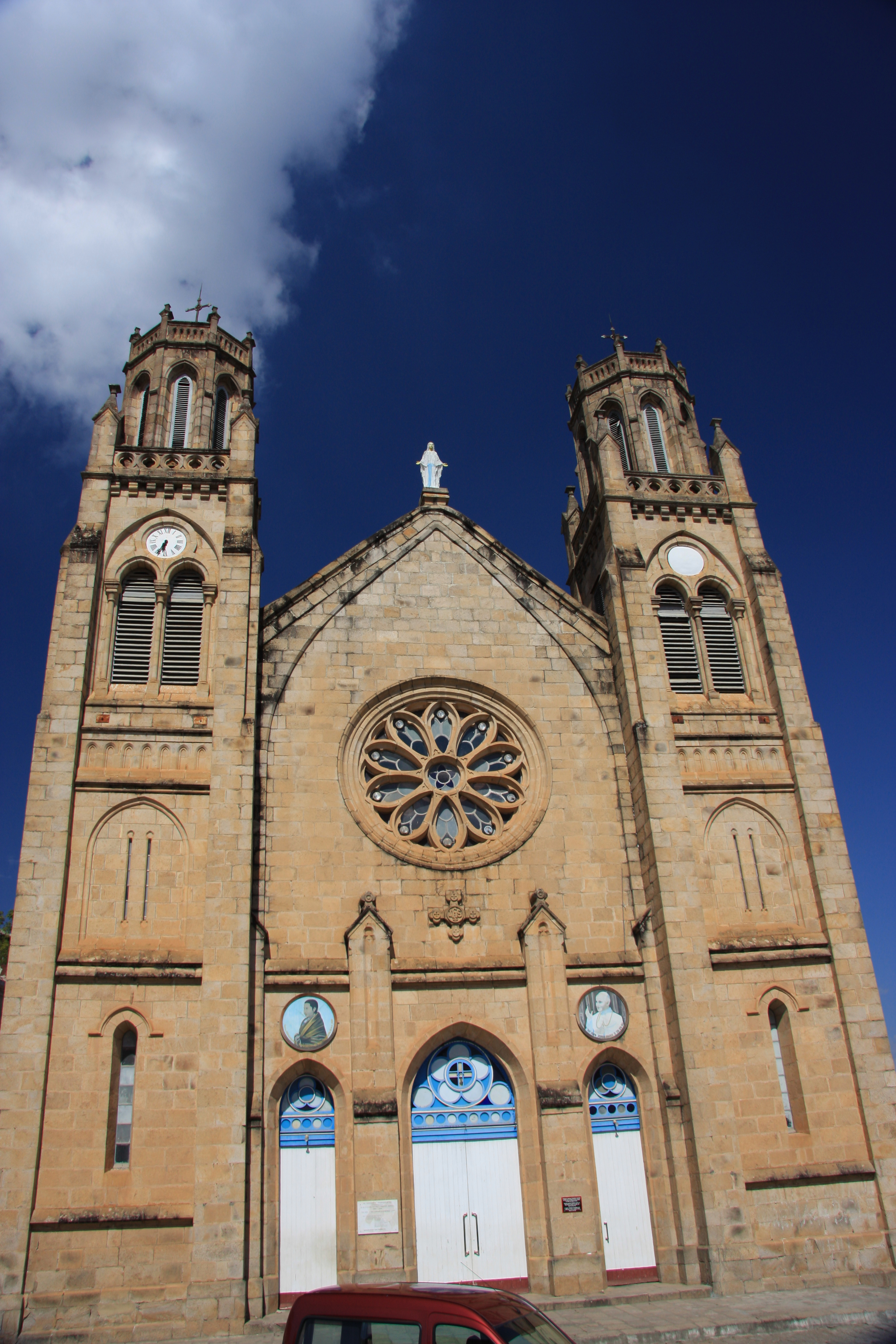
كاتدرائية أندوهالو، التي بُنيت على جرف في أنتناناريفو، حيث أعدمت رانافالونا أوائل الشهداء الملاغاشيين المسيحيين.

تسببت خلافة رانافالونا الأولى في البداية في تخفيف سيطرة الدولة على المسيحية، وتم تشغيل آلات طباعة كان قد استوردها أعضاء جمعية لندن التبشيرية في نهاية عصر راداما بفاعلية فقط في عام 1828. استُخدمت آلات الطباعة بأعلى كثافة أثناء السنوات الأولى من حكم رانافالونا، وتم ترجمة وطباعة آلاف التراتيل والمواد الآخرى، كما استُكملت ترجمة العهد الجديد في العام الثاني من ملكها، وتم طباعة وتوزيع 3000 نسخة بين عامي 1829 و 1830. منعت رانافالونا توزيع الكتب داخل الجيش منذ بداية حكمها، وذلك لمنع التآمر والحفاظ على النظام. أطلقت رانافالونا العنان للتبشيريين لتشغيل آلات الطباعة، كما أعفت كل العمال الملاغاشيين المُدرَبين من الخدمة العسكرية لتشغيل الآلات، كما اكتملت ترجمة العهد القديم وطُبعت النسخ الأولى في عام 1935. مُنح أعضاء جمعية لندن التبشيرية والملاغاشيين المسيحيين في الست سنوات الأولى من حكم رانافالونا، حرية طبع المواد الدينية وتعليم الدين في مدارس الدولة؛ مما أدى إلى رسوخ الديانة المسيحية بين مجموعة صغيرة ولكنها متزايدة من الذين تحولوا إلى المسيحية في العاصمة وحولها. أجازت رانافالونا في عام 1831 حضور الملاغاشيين للشعائر الدينية في الكنائس، وتناول القربان المقدس، وتنصير رعيتها، وفي خلال عام تم تنصير أول 100 ملاغاشي، من إجمالي 200 مسيحي ملتزم. هؤلاء الذين تحولوا إلى المسيحية كانوا ينتموا إلى مختلف الطبقات الاجتماعية كالعبيد والعامة والحكماء وموظفين البلاط الملكي، وحتى حاملي التمائم (السامبي) الذين كانوا يُعتبروا حصن الثقافة الموروثة.
أدى اعتناق الزعماء الدينيين والسياسيين والاجتماعيين للمسيحية إلى ردة فعل عنيفة، مما جعل رانافالونا أكثر حذراً من التأثيرات السياسية والثقافية للمسيحية، التي رأت أنها تقود الملاغاشيين إلى التخلي عن تقاليد أجدادهم. فرضت الملكة حظراً في أكتوبر ونوفمبر عام 1831 على الزيجات المسيحية، والشعائر الكنسية، وتنصير الجنود وأعضاء الحكومة الذين كانوا يدرسوا في المدارس التبشيرية، وفي ديسمبر امتد الحظر ليشمل حضور الملاغاشيين للشعائر الدينية في الكنائس. استمر التنصير والشعائر الكنسية في الخفاء بشكل متزايد من 1832 إلى 1834، وفي هذه الفترة اتُهم العديد من المسيحيين بالسحر وكان يتم نفيهم أو إخضاعهم لاختبار التانجينا، كما طلبت رانافالونا رحيل ثلاثة من التبشيريين، وأبقت فقط على أصحاب المهارات الفنية الخاصة التي رأت أن وجودهم مهم للدولة. حاولت الملكة عام 1835 أن توقف العمل في المطبعة بدون استهداف جمعية لندن التبشيرية بشكل مباشر، عن طريق منع العاملين الملاغاشيين من العمل في دار الطباعة. استغل أعضاء جمعية لندن التبشيرية عدم وجود أحكام قانونية ضد عملهم بالمطبعة، فتمكنوا من استمرار الطباعة بشكل مستقل وتوزيع المواد المطبوعة.
حظرت الملكة ممارسة المسيحية رسمياً على رعيتها في خطاب عام يوم 26 فبراير 1835، وحرصت في حديثها على التمييز بين شعبها الذي حظرت عليه اعتناق الديانة الجديدة واعتبرت ممارستها جناية، وبين الأجانب الذين سمحت لهم بالحرية الدينية وحرية الإرادة. اعترفت الملكة بالمساهمات الفكرية والتكنولوجية الهامة التي قام بها التبشيريون الأوروبيون من أجل تقدم بلدها، ودعتهم للإستمرار في العمل من أجل ذات الهدف بشرط أن يكفوا عن تحويل الأشخاص عن عقيدتهم:
«إلى الأجانب من الإنجليزيين أو الفرنسيين: أشكركم على حسن صنيعكم في أرضي ومملكتي، حيث نشرتوا العلوم والمعارف الأوروبية. لا تقلقوا أنفسكم، سأغير عادات وشعائر أجدادنا، لكن أي شخص يخالف قوانين مملكتي سيُعدم أياً كان. أرحب بكل العلوم والمعارف التي تفيد هذا البلد. إن التشبث بعادات وطقوس أجدادي يعد إهداراً للوقت والجهد. في ما يتعلق بالممارسة الدينية -التنصير أو التجمعات- فمحظور على شعبي الذي يسكن هذه الأرض أن يشارك فيها، سواء يوم الأحد أو خلال الأسبوع، أما بالنسبة لكم، الأجانب، فتستطيعون الممارسة وفقاً لعاداتكم وأعرافكم. مع هذا، إذا كان هناك أعمال يدوية متقنة أو مهارات عملية آخرى يمكن أن تفيد شعبنا، فقوموا باستخدامها حتى يعم النفع. هذه هي تعليماتي التي أُخبركم بها».

#### حكم راداما الثاني ورانافالونا الثانية

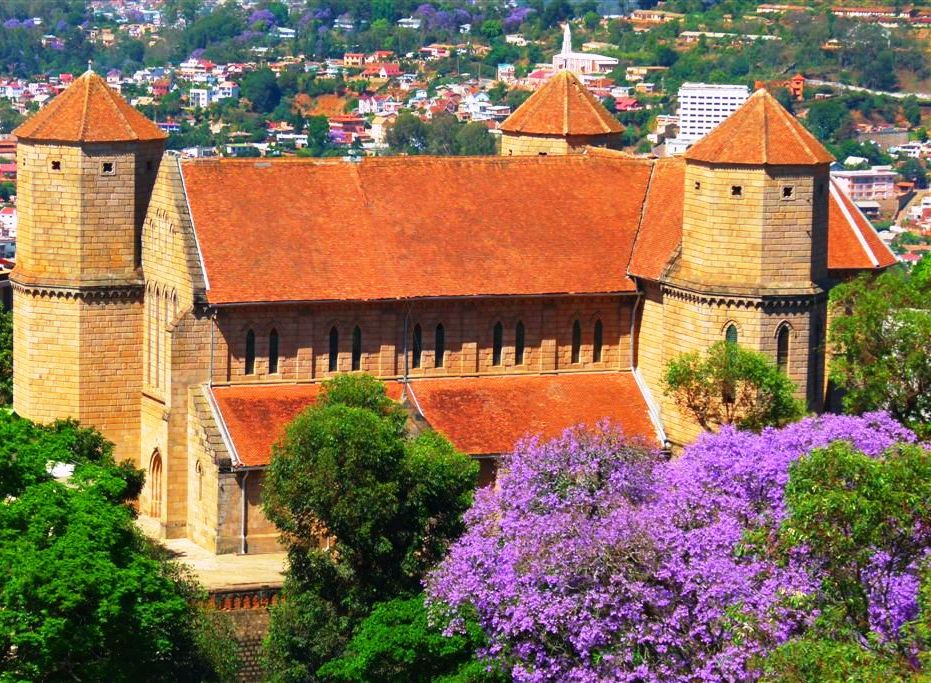
كاتدرائية سانت لورانس في أمبوهيمانورو.

كانت سياسة راداما الثاني، أكثر تساهلًا من سياسة رانافالونا الأولى الدينيّة، والذي ألغى بسرعة العديد من سياسات والدته وتم إعلان حرية الدين، وتوقف اضطهاد المسيحيين، وعاد المبشرون إلى الجزيرة، وسُمح لمدارسهم بإعادة فتحها. وفي عهده انتشرت البروتستانتية بين الطبقات العليا في منتصف 1800، بما في ذلك الملكة رانافالونا الثاني نفسها، أدى ذلك إلى نفوذ سياسي متزايد من المبشرين البريطانيين، والتي قادها رئيس الوزراء آنذاك لتشريع تحويل الديوان الملكي. دفع هذا التحويل إلى ازدياد شعبية البروتستانتيَّة على نطاق واسع في جميع أنحاء البلاد في أواخر 1800. كما ولعب التفسير الحرفي للتوراة عند مسيحيين مدغشقر دوراً هامّاً في تثبيت ختان الذكور في هذا البلد. ومع ذلك، فإن تجاهل راداما الثاني تحذيرات مستشاريه ضد عملية التحديث المفاجئة أدى إلى انقلاب، حيث يُفترض أن راداما الثاني قُتل وتم نقل السلطة فعليًا إلى رئيس الوزراء رينيفونيهاترينيوني، وخلفه رينيليارفوني والذي حكم من عام 1864 حتى منفاه في عام 1895 بعد الاستيلاء الفرنسي على العاصمة في سبتمبر عام 1894. جلست رانافالونا الثانية على العرش عقب وفاة الملكة راسوهيرينا في الأول من أبريل عام 1868، وفي 21 فبراير عام 1869 تزوجت من رئيس وزراءها رينيليارفوني، في احتفال علني في مدينة أندوهالو، وشجع رينيليارفوني الملكة رانافالونا الثانية على تشجيع البلاط الملكي على اعتناق المسيحية. حيث أدرك رينيليارفوني القوة المتنامية للمسيحية في الجزيرة وحدد الحاجة إلى وضعها تحت نفوذه من أجل تجنب صراعات السلطة الثقافية والسياسية المزعزعة للاستقرار، وقد أدى هذا التحول إلى المسيحية إلى وضع الفصيل البروتستانت القوي المتزايد تحت تأثير البلاط الملكي. وعندما أُعلنت مدغشقر أمة مسيحية، قامت رانافالونا بإحراق التعويذات الملكية التقليدية في موقد في سبتمبر عام 1869 واستبدلت سلطانها بسلطان الكتاب المقدس. وأدى تنصير البلاط وإنشاء الكنيسة الملكية البروتستانتية المستقلة على أرض القصر إلى تحول واسع النطاق لمئات الآلاف من الملغاشيين. وكانت هذه التحولات عادة مدفوعة بالرغبة في التعبير عن الولاء السياسي للتاج، وعلى هذا النحو كانت اسمية إلى حد كبير، حيث مارس غالبية المتحولين مزيج توفيقي بين الديانات المسيحية والتقليدية. وكان تجريم رئيس الوزراء لتعدد الزوجات واستهلاك الكحول، وكذلك إعلان يوم الأحد يومًا للراحة، مُستوحى أيضًا من النفوذ البروتستانتي المتزايد في البلاد.

### الاستعمار الفرنسي

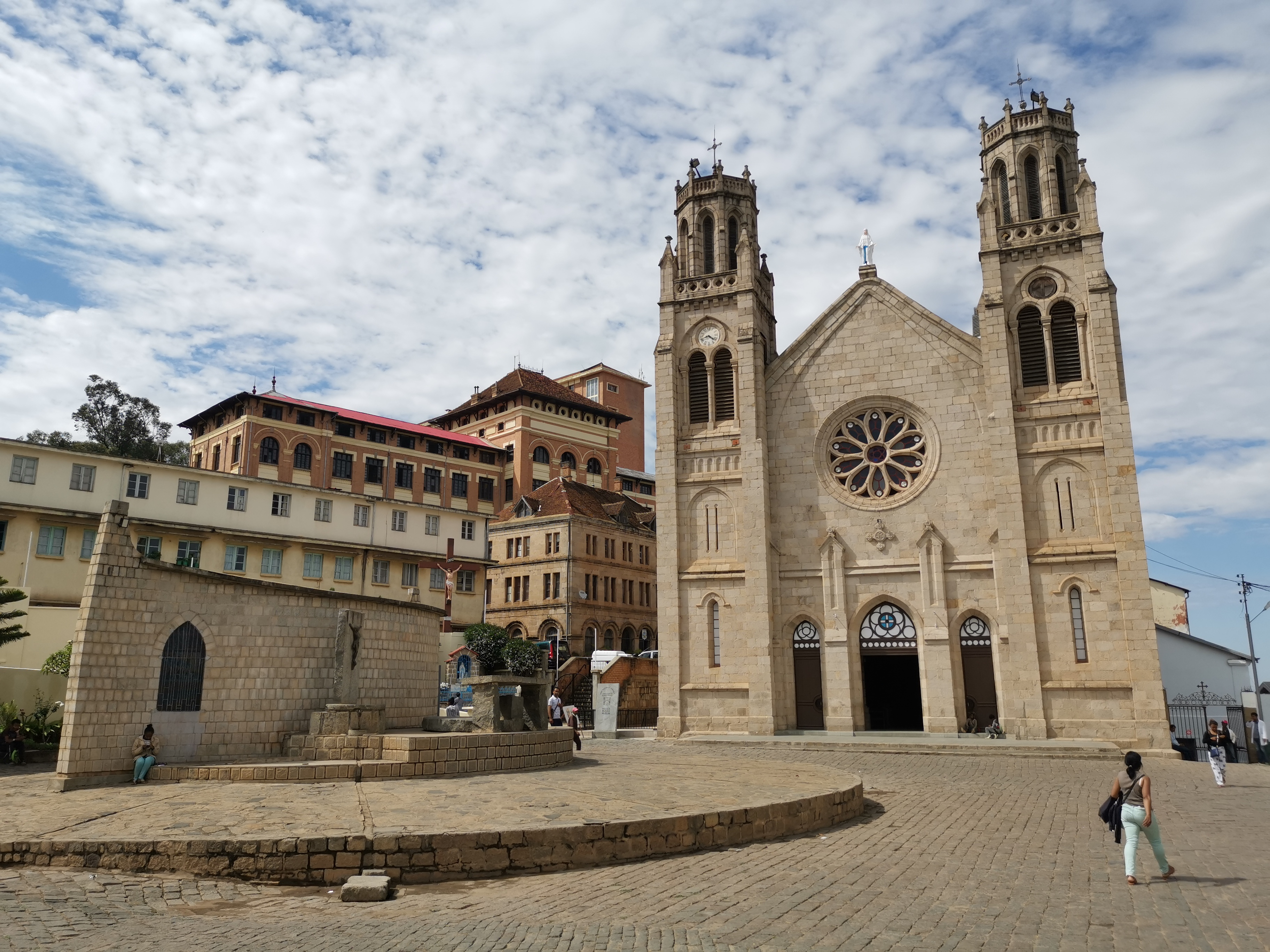
كاتدرائية أندوهالو الكاثوليكية.

قدمت الكاثوليكية بدايّة من خلال الدبلوماسيين والمبشرين الفرنسيين ابتداء من منتصف القرن التاسع عشر، ولكن اكتسبت فقط عدد كبير من المتحولين تحت خكم الاستعمار الفرنسي في مدغشقر في بداية عام 1896. أدى انتشار البروتستانتية في وقت مبكر بين النخبة إلى ظهور فوارق طبقيّة وتمايز عرقي بين المسيحيين، إذ يَتشكل أغلب المجتمع البروتستانتي من الطبقات العليا من عرقية المرينا، في حين جذب المذهب الكاثوليكي أبناء الطبقات الشعبية والمناطق الساحلية. خلال الحقبة الاستعمارية عُهد إلى رهبان منظمة القديس فينسنت دي بول رعاية النيابة الرسولية لجنوب مدغشقر. وتم إنشاء نيابة شمال مدغشقر عام 1898، وعهد بها إلى آباء الروح القدس. في عام 1900، كان هناك ما يقرب من 100,000 كاثوليكي في الجزيرة. بعد الحرب العالمية الأولى، تم إعادة تنظيم الكنيسة الإقليمي للجزيرة، وتم إنشاء المزيد من النيابات الرسولية، وعُهد برعايتها إلى مختلف الرتب الدينية. تم ترسيم الكهنة التسعة الأوائل في مدغشقر في عام 1925 ورُسم أول أسقف محلي في عام 1936. جاءت الانتفاضة الملغاشية عام 1947 ردًا على انضمام البلاد إلى الاتحاد الفرنسي، وكان لها تأثير ضئيل على الإرساليات الكاثوليكية. كان للاضطرابات التي تقاتل من أجل الاستقلال تأثير ضئيل في إثارة المشاعر المعادية للكاثوليكية. تم إنشاء التسلسل الهرمي في عام 1955، حيث كانت أبرشية أنتاناناريفو هي الكرسي الأسقفي الوحيد في البلاد. تم إعادة تنظيم للكنيسة في عام 1958 حيث قًسمت الجزيرة إلى ثلاث مقاطعات كنسية، وعهدت الرعاية الروحية للكاثوليك في العاصمة إلى اليسوعيين. واستقلت مدغشقر عن فرنسا في 26 يونيو من عام 1960.

### العصور الحديثة

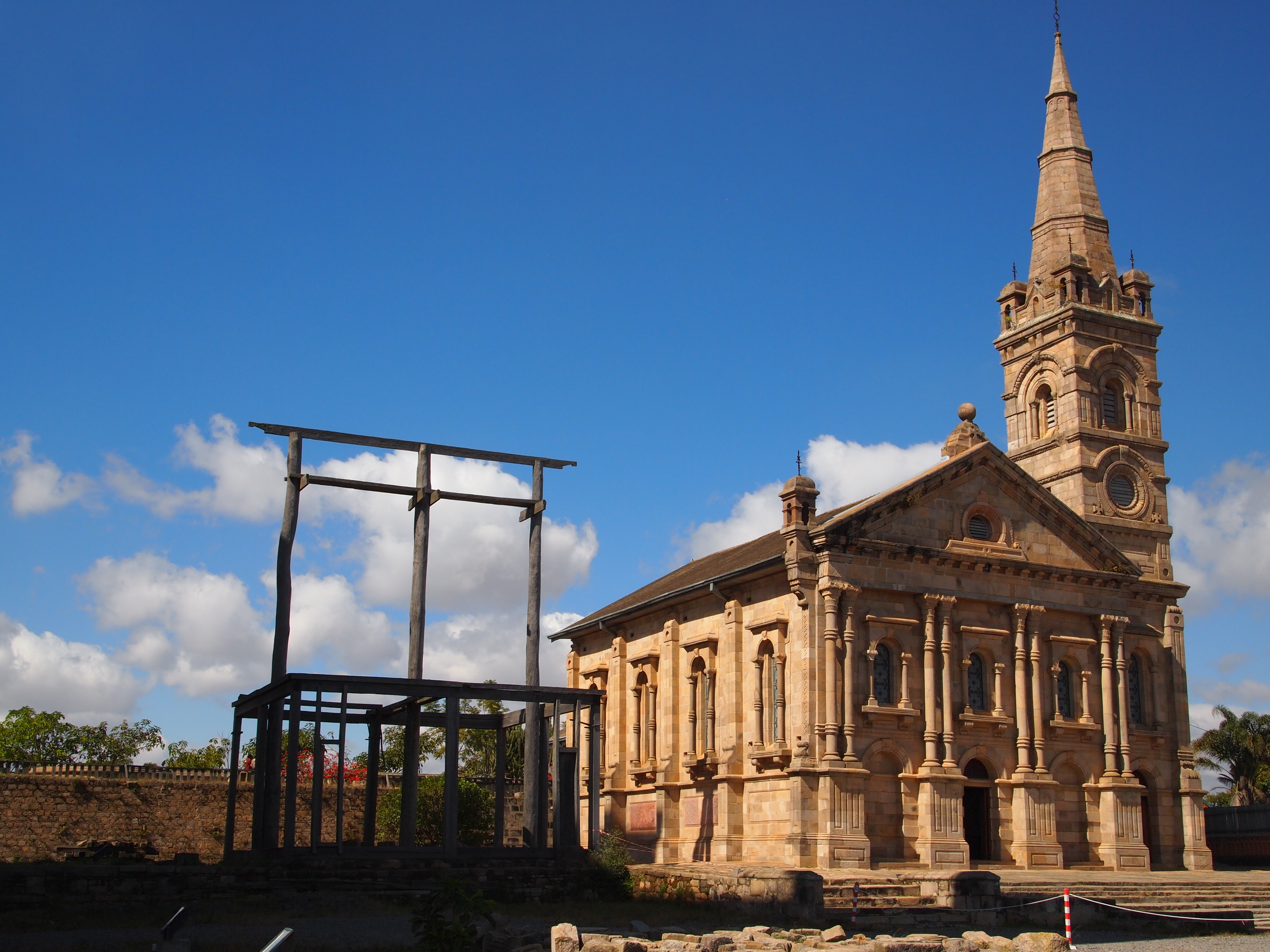
الكنيسة الملكية في روفا أنتاناناريفو.

استمرت عملية التبشير الكاثوليكي في الجزيرة بالنجاح طوال القرن العشرين. وكان انعكاس ذلك هو العدد الكبير من الدعوات الكهنوتية التي ظهرت في تلك الفترة، رجالًا ونساءً. خلال النصف الثاني من هذه الفترة، عانت البلاد من مشاكل اقتصادية أدت إلى زعزعة الاستقرار السياسي، مع العديد من التغييرات في الحكومات والبنية التحتية غير المستقرة. في الثمانينيات والتسعينيات من القرن العشرين، أعطت الكنيسة صوتًا لأولئك الذين دعوا الرئيس ديدييه راتسيراكا لتركيز اهتمامه على البرامج الاجتماعية. أدى انتشار البروتستانتية في وقت مبكر بين النخبة إلى ظهور فوارق طبقيّة وتمايز عرقي بين المسيحيين، إذ يَتشكل أغلب المجتمع البروتستانتي من الطبقات العليا من عرقية المرينا، في حين جذب المذهب الكاثوليكي أبناء الطبقات الشعبية والمناطق الساحلية. أدى ذلك إلى تنافس تاريخي بين الجماهير ذات الغالبية الكاثوليكية، والتي تعتبر محرومة، والأرستقراطية ذات الأغلبية البروتستانتية من المرينا، والذين يميلون إلى السيادة في الخدمة المدنية والأعمال التجارية والمهن الحرة. ويدمج العديد من المسيحيين معتقداتهم الدينية مع المعتقدات التقليدية المتعلقة بتبجيل الأجداد. على سبيل المثال، قد يُبارك الملغاشيون موتاهم في الكنيسة قبل الشروع في طقوس الدفن التقليدية أو دعوة قسيس مسيحي لتكريس فاماديهانا لإعادة الدفن.
يفوق البروتستانت الكاثوليك عدداً، وفقاً لدراسة نشرت من قبل مركز بيو للأبحاث عام 2010 وجدت أنَّ حوالي 45.8% من سكان مدغشقر من أتباع الكنائس البروتستانتية. وتضم كنيسة يسوع المسيح في مدغشقر الإصلاحيَّة حوالي 2.5 مليون عضو، وهي من أهم الجماعات الدينيَّة في البلاد؛ وشغل الرئيس السابق مارك رافالومانانا منصب نائب الرئيس للكنيسة. وفقاً لدراسة نشرت من قبل مركز بيو للأبحاث عام 2010 وجدت أن 38.1% من السكان من أتباع الكنيسة الرومانية الكاثوليكية. ويتوزع كاثوليك البلاد على واحد وعشرين أبرشية، بما في ذلك خمس أسقفيات. يتكون مجلس الكنائس المسيحية الذي يتمتع بنفوذ كبير في مدغشقر من أربع طوائف مسيحية والتي تعد الأقدم والأبرز وهي الكنيسة الرومانية الكاثوليكية، وكنيسة يسوع المسيح في مدغشقر الإصلاحية، واللوثرية، والإنجليكانية. وكان لمجلس الكنائس المسيحية قوة مؤثرة في السياسة. في الانتخابات الرئاسيَّة المتنازع عليها في عام 2001، انتقد حزب ففكم المرشح البروتستانتي مارك رافالومانانا، والذي كان شعاره الانتخابي «لا تخافوا فقط آمنوا». في عام 2009 شهدت البلاد انقلاب عسكري والذي قاده أندريه راجولينا الكاثوليكي ضد الرئيس المنتخب مارك رافالومانانا البروتستانتي، ولعب زعماء الكنائس المسيحية في البلاد دورًا هامًا في رعاية المحادثات بين أطراف النزاع في مدغشقر.